# Nebmaatre (Hoherpriester)
Nebmaatre (Nb m3ˁt Rˁ) war ein Sohn des altägyptischen Königs Ramses IX. (regierte etwa 1128/1127 bis 1109 v. Chr.). Er war Hoherpriester von Heliopolis und trug dessen Titel  Großer der Schauenden des Re-Atum = Wer-mau-en-Re-Atum (Wr-m3w-n-Rˁ-Jtmw), aber auch die Varianten Großer der Schauenden von Heliopolis = Wer-mau-Iunu (Wr-m3w-Jwnw) und Oberster Großer der Schauenden von Heliopolis = Wer-mau-wer-en-Iunu (Wr-m3w-wr-n-Jwnw). Nebmaatre ist aus Tempelinschriften aus Heliopolis bekannt. Die Inschriften sind wahrscheinlich von ihm angebracht worden und nennen auch seinen Vater. Der Tempel oder zumindest die erhaltenen Teile scheinen von Ramses II. errichtet worden zu sein. Der Name Nebmaatre deutet an, dass der Hoherpriester Nebmaatre unter Ramses VI., der sein Großonkel war und den Thronnamen Neb-maat-Re Meri-Amun trug, geboren wurde. 